# Eulepidotis addens
Eulepidotis addens är en fjärilsart som beskrevs av Walker 1858. Eulepidotis addens ingår i släktet Eulepidotis och familjen nattflyn. Inga underarter finns listade i Catalogue of Life.